# Spermophora suurbraak
Spermophora suurbraak là một loài nhện trong họ Pholcidae. Loài này được phát hiện ở châu Phi.